# Isolia
Isolia is een geslacht van vliesvleugelige insecten uit de familie Platygastridae.

## Soorten
- I. biroi Szabó, 1959
- I. foersteri Szabó, 1959
- I. hispanica Buhl, 1999
- I. longistriata Alekseyev, 1979
- I. striatitergitis Szabó, 1962